# 長野県道26号奈川木祖線
長野県道26号奈川木祖線（ながのけんどう26ごう ながわきそせん）は、長野県松本市の国道158号と木曽郡木祖村の国道19号交点を結ぶ県道（主要地方道）である。

## 概要
長野県松本市奈川（国道158号交点、奈川渡ダム）と木曽郡木祖村薮原（国道19号交点、薮原交差点）を結ぶ。

### 路線データ
- 路線認定[1]

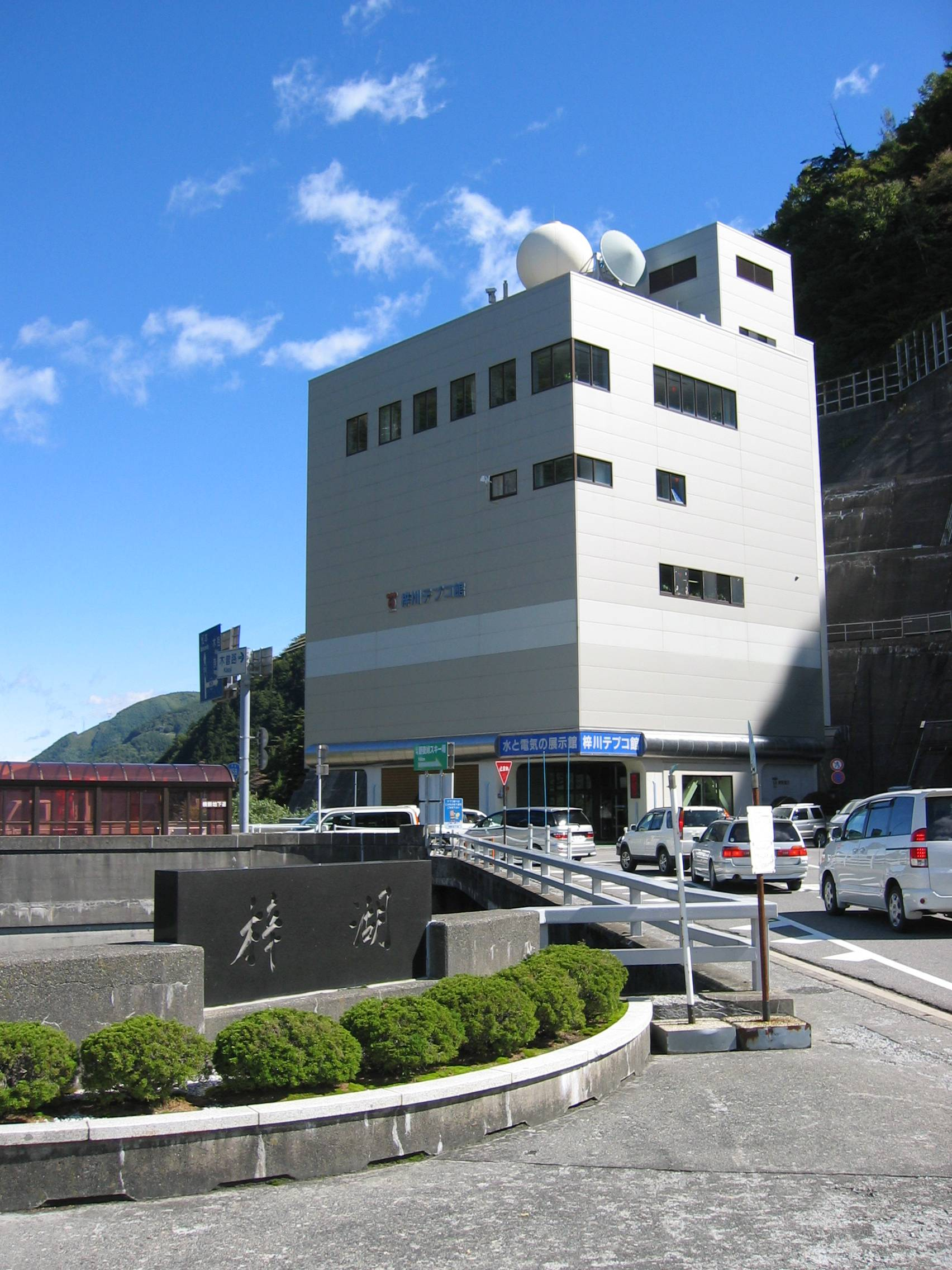
起点となる奈川渡ダム

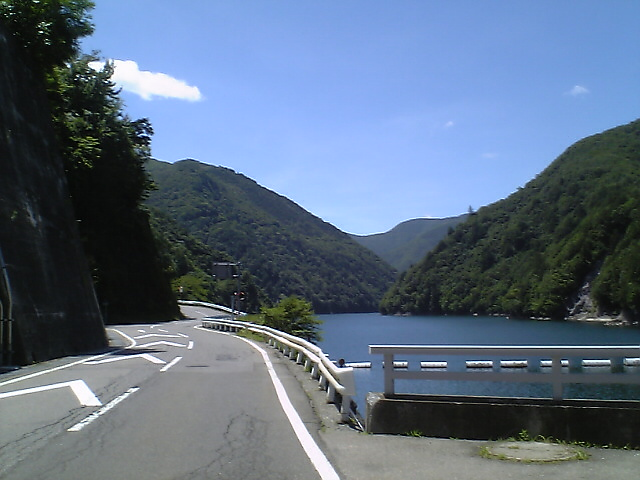
梓湖岸（2007年8月）

  - 起点：松本市奈川（認定当初は南安曇郡奈川村[2]）
  - 終点：木曽郡木祖村
  - 重要な経過地：なし
- 道路の区域[3]
  - 起点：松本市奈川4442番の2地先（国道158号交点、奈川渡ダム）
  - 終点：木曽郡木祖村大字薮原字恵沢47番の5地先（藪原交差点、国道19号交点）
  - 実延長：32.1481 km
- 道路法第7条第1項該当号：6号[4]

## 歴史
- 1964年（昭和39年）12月28日：奈川渡藪原停車場線の一部、藪原停車場線を主要地方道奈川木祖線へ指定[5]。
- 1966年（昭和41年）1月13日：奈川木祖線の認定[2]。
- 1993年（平成5年）5月11日 - 建設省から、県道奈川木祖線が奈川木祖線として主要地方道に再指定される[6]。

## 地理

### 通過する自治体
- 松本市
- 木曽郡木祖村

### 交差する道路
- 国道158号（松本市奈川、起点）
- 長野県道39号奈川野麦高根線（松本市奈川）
- 国道19号（木曽郡木祖村大字薮原・藪原交差点、終点）

### 沿線にある施設など
- 奈川渡ダム・梓湖
- 松本市奈川支所（旧南安曇郡奈川村役場）
- 奈川歴史民俗資料館
- 信州松本野麦峠スキー場
- 境峠（鳥居峠と同じく、中世以前における信濃国と美濃国の国境。現在は信濃川水系と木曽川水系の境界。）
- 味噌川ダム・奥木曽湖
- 木祖村役場